# Premio John Cassavetes
Il premio John Cassavetes (John Cassavetes Award) è un premio cinematografico statunitense assegnato annualmente dal 2002 nell'ambito degli Independent Spirit Awards al miglior film prodotto con un budget inferiore ai 500.000 dollari.
Già nell'edizione 2001 era stato assegnato un premio al miglior film sotto i 500.000 € (Best Feature - Under $500,000), ma solo nell'edizione successiva è stato intitolato al regista John Cassavetes.

## Vincitori e candidati
I vincitori sono indicati in grassetto, a seguire gli altri candidati.

### Anni 2000
- 2002: Jackpot, regia di Michael Polish
  - Acts of Worship, regia di Rosemary Rodriguez
  - Kaaterskill Falls, regia di Josh Apter e Peter Olsen
  - Punks, regia di Patrik-Ian Polk
  - Virgil Bliss, regia di John Maggio
- 2003: Personal Velocity - Il momento giusto (Personal Velocity: Three Portraits) (Personal Velocity: Three Portraits), regia di Rebecca Miller
  - Charlotte Sometimes, regia di Eric Byler
  - Dahmer - Il Cannibale di Milwaukee (Dahmer), regia di David Jacobson
  - Ivansxtc, regia di Bernard Rose
  - The Slaughter Rule, regia di Alex Smith
- 2004: Station Agent (The Station Agent), regia di Thomas McCarthy
  - Anne B. Real, regia di Lisa France
  - Better Luck Tomorrow, regia di Justin Lin
  - Schegge di April (Pieces of April), regia di Peter Hedges
  - Virgin, regia di Deborah Kampmeier
- 2005: Mean Creek, regia di Jacob Aaron Estes
  - Down to the Bone, regia di Debra Granik
  - On the Outs, regia di Lori Silverbush
  - Unknown Soldier, regia di Ferenc Tóth
- 2006: Conventioneers, regia di Mora Stephens
  - Brick - Dose mortale (Brick), regia di Rian Johnson
  - Jellysmoke, regia di Mark Banning
  - The Puffy Chair, regia di Jay Duplass
  - Room, regia di Kyle Henry
- 2007: Non è peccato - La Quinceañera (Quinceañera), regia di Richard Glatzer e Wash Westmoreland
  - Chalk, regia di Mike Akel
  - Four Eyed Monsters, regia di Arin Crumley e Susan Buice
  - Old Joy, regia di Kelly Reichardt
  - Twelve and Holding, regia di Michael Cuesta
- 2008: August Evening, regia di Chris Eska
  - Owl and the Sparrow, regia di Stephane Gauger
  - The Pool, regia di Chris Smith
  - Quiet City, regia di Aaron Katz
  - Shotgun Stories, regia di Jeff Nichols
- 2009: In Search of a Midnight Kiss, regia di Alex Holdridge
  - Prince of Broadway, regia di Sean Baker
  - The Signal, regia di David Bruckner, Dan Bush e Jacob Gentry
  - Take Out, regia di Sean Baker e Shih-Ching Tsou
  - Turn The River, regia di Chris Eigeman

### Anni 2010
- 2010: Humpday - Un mercoledì da sballo (Humpday), regia di Lynn Shelton
  - Big Fan, regia di Robert D. Siegel
  - The New Year Parade, regia di Tom Quinn
  - Treeless Mountain, regia di Yong Kim So
  - Zero Bridge, regia di Tariq Tapa
- 2011: Daddy Longlegs, regia di Josh e Benny Safdie
  - Lbs., regia di Matthew Bonifacio
  - Lovers of Hate, regia di Bryan Poyser
  - Obselidia, regia di Diane Bell
  - The Exploding Girl, regia di Bradley Rust Gray
- 2012: Pariah, regia di Dee Rees
  - Bellflower, regia di Evan Glodell
  - Circumstance, regia di Maryam Keshavarz
  - Hello Lonesome, regia di Adam Reid
  - The Dynamiter, regia di Matthew Gordon
- 2013: Middle of Nowhere, regia di Ava DuVernay
  - Breakfast with Curtis, regia di Laura Colella
  - Mosquita y Mari, regia di Aurora Guerrero
  - Starlet, regia di Sean Baker
  - The Color Wheel, regia di Alex Ross
  - Perry, regia di Carlen Altman
- 2014: This Is Martin Bonner, regia di Chad Hartigan
  - Computer Chess, regia di Andrew Bujalski
  - Crystal Fairy & the Magical Cactus and 2012, regia di Sebastián Silva
  - Museum Hours, regia di Jem Cohen
  - Pit Stop, regia di Yen Tan
- 2015: Land Ho!, regia di Aaron Katz e Martha Stephens
  - Blue Ruin, regia di Jeremy Saulnier
  - It Felt Like Love, regia di Eliza Hittman
  - Man from Reno, regia di Dave Boyle
  - Test, regia di Chris Mason Johnson
- 2016: Krisha, regia di Trey Edward Shults
  - Advantageous, regia di Jennifer Phang
  - Christmas, Again, regia di Charles Poekel
  - Heaven Knows What, regia di Josh e Benny Safdie
  - Out of My Hand, regia di Takeshi Fukunaga
- 2017: Spa Night, regia di Andrew Ahn
  - Free in Deed, regia di Jake Mahaffy
  - Hunter Gatherer, regia Josh Locy
  - Lovesong, regia di So Yong Kim
  - Nakom, regia di T.W. Pittman
- 2018: Life and Nothing More, regia di Antonio Méndez Esparza
  - Storia di un fantasma (A Ghost Story), regia di David Lowery
  - Dayveon, regia di Amman Abbasi
  - Most Beautiful Island, regia di Ana Asensio
  - The Transfiguration, regia di Michael O'Shea
- 2019: En el Séptimo Día, regia di Jim McKay
  - A Bread Factory, regia di Patrick Wang
  - Never Goin' Back, regia di Augustine Frizzell
  - Socrates, regia di Alex Moratto
  - Thunder Road, regia di Jim Cummings

### Anni 2020
- 2020: Give Me Liberty, regia di Kirill Michanovskij
  - Burning Cane, regia di Phillip Youmans
  - Colewell, regia di Tom Quinn
  - Premature, regia di Rashaad Ernesto Green
  - Wild Nights with Emily, regia di Madeleine Olnek
- 2021[3]: Residue, regia di Merawi Gerima
  - The Killing of Two Lovers, regia di Robert Machoian
  - La leyenda negra, regia di Patricia Vidal Delgado
  - Lingua franca, regia di Isabel Sandoval
  - Saint Frances, regia di Alex Thompson